# Пеория (племя)

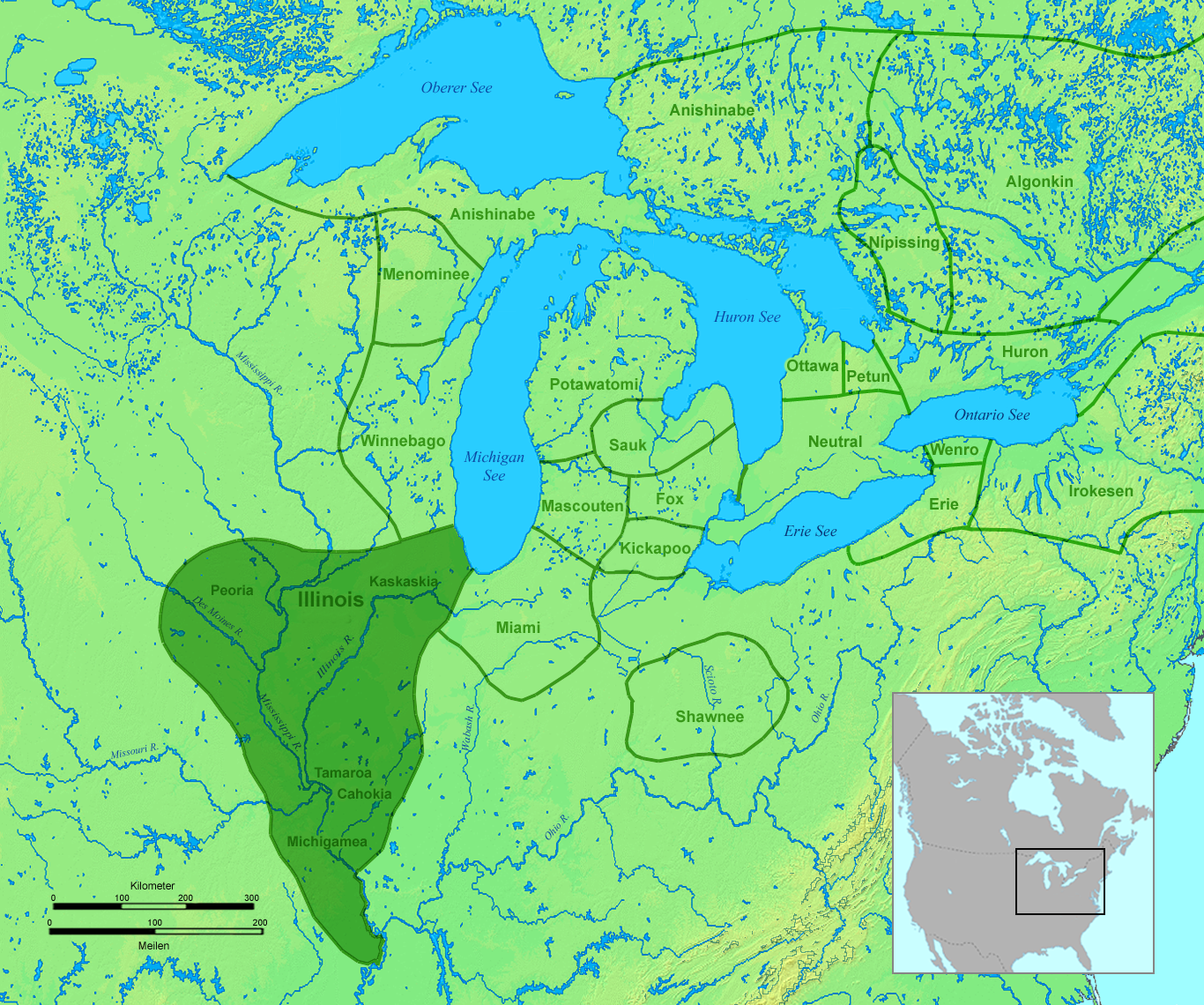
Традиционная территория пеория и соседних племён

Пеория (англ. Peoria) — племя североамериканских индейцев алгонкинской языковой группы, входили в конфедерацию иллинойсов. Говорили на языке майами-иллинойс, ныне все перешли на английский язык.

## Этноним
Название племени происходит от эндоэтнонима на иллинойсском языке — пиваареева (англ. peewaareewa) или пиваалия (англ. peewaalia), «Приходит с ношей на спине». Носителей языка ныне не сохранилось. Иллинойсский язык был возрождён в августе 2022 года благодаря десятинедельному онлайн-курсу, предложенному племенем. 

## История
На ранней стадии европейской колонизации Северной Америки пеория проживали на территории современных американских штатов Иллинойс, Айова и Миссури. В 1673 году французы Жак Маркетт и Луи Жолье стали первыми европейцами, достигшими реки Миссисипи. Пеория были одним из нескольких племён, входящих в конфедерацию иллинойсов, которые посетили исследователи. Французские иезуиты вскоре основали миссию на землях иллинойсов, в результате чего многие пеория обратились в католицизм. Примерно в 1680 году французский исследователь Рене-Робер Кавелье де Ла Саль построил форт Кревекёр на озере Пеория, недалеко от деревни племени. Жак Гравье, настоятель иезуитской миссии в Иллинойсе, в 1687 году разработал иллинойско-французский словарь, насчитывающий около 20 000 статей. Словарь в настоящее время хранится в Гарвардском университете и считается важным литературным документом на вымершем языке майами-иллинойс.
Постоянные войны против ирокезов на востоке и фоксов на севере значительно сократили численность племени. К этому добавились голод, евразийские эпидемии и широко распространившийся алкоголизм, что также привело к гибели многих людей. После окончания  Семилетней войны пеория, вместе с многими французскими поселенцами, пересекли Миссисипи и поселились в Луизиане южнее Сент-Луиса. В 1832 году пеория объединились с каскаскией и обменяли оставшиеся у них земли на небольшую резервацию в Канзасе, которая находилась на территории современных округов Франклин и Майами. В 1854 году племена объединились с веа и пианкашо, сформировав конфедеративное племя пеория, насчитывающее 437 человек, из которых лишь 55 принадлежали к пеория. В 1867 году племя было переселено на северо-восток Индейской территории.

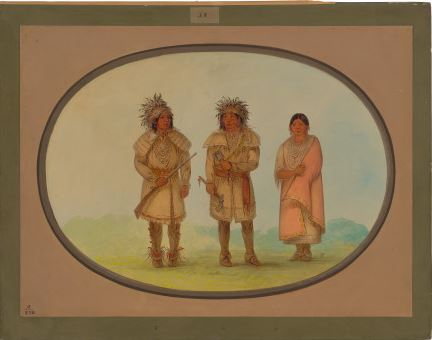
Индейцы пеория. Художник Джордж Кэтлин

Новая резервация, площадью 290 км², находилась на территории современного округа Оттава. Правительство США взяло на себя управление школой, открытой квакерами в 1870 году. Учебная программа включала английский, арифметику, историю и чтение. Обучение было полностью на английском языке. Дети получали англо-американские имена и им разрешалось говорить только по-английски.  В 1873 году в состав конфедеративного племени вошли остатки народа майами. В 1893 году в соответствии с законом Дауэса американские власти разделили общинные земли племени, чтобы ускорить ассимиляцию и предоставить больше земли для продажи евроамериканцам. В 1907 году Оклахома официально вошла в Союз в качестве 46-го штата и любая «избыточная» земля, определённая федеральным правительством на территории бывшей резервации племени, была передана властям округа Оттава, которые могли её продавать.
В 1950-х годах правительство США снова изменило свою политику в отношении индейцев, расторгая договора с племенами, чтобы положить конец своим особым отношениям с ними, которые, по мнению американских властей, были готовы стать независимыми и самостоятельными. Власти распустили племенное правительство пеории и племя потеряло федеральное признание в 1959 году. Члены племени были не согласны с такой политикой и начали процесс восстановления федерального признания, поскольку это обеспечивало важные преимущества в области образования и социального обеспечения. В апреле 1978 года Конгресс США проголосовал за восстановление федерального признания пеории. Современная структура управления индейского племени пеория сочетает в себе традиции прошлых лет и современные институты. Признанные члены племени избирают высших руководителей племени в качестве делового комитета, состоящего из первого главы, второго главы и пяти должностных лиц, сроком на четыре года. Племя имеет штаб-квартиру в городе Майами в штате Оклахома. В 2010 году численность племени составляла 2 221 человек.